# سانت ليفانت
سانت ليفانت أو مروان عبد الحميد هو موسيقي وكاتب أغاني مغني راب فلسطيني وُلد في مدينة القدس في فلسطين في 6 أكتوبر (تشرين الأول) عام 2000.

## حياته
وُلد مروان رشيد عبد الحميد في مدينة القدس في فلسطين في 6 أكتوبر (تشرين الأول) عام 2000 لعائلة تتألف من أم فرنسية جزائرية وأب فلسطيني صربي خلال فترة الانتفاضة الفلسطينية الثانية، وقضى سنوات طفولته بشكل أساسي في قطاع غزة في فلسطين إلى أن انتقل مع عائلته للعيش في مدينة عمان بالمملكة الأردنية في أعقاب الحرب على غزة عام 2007. كان مروان عبد الحميد يتكلم باللغة الإنجليزية في المدرسة، ويتكلم الفرنسية في المنزل، على حين يتكلم اللغة العربية في مخيم اللاجئين الفلسطينيين الذي كان يذهب إليه ليلعب كرة القدم بعد المدرسة، وهو ما جعله يتقن الغناء باللغتين الفرنسية والإنجليزية إلى جانب لغته الأصلية. وفي عام 2022، حصل مروان عبد الحميد على درجة البكالوريوس في العلاقات الدولية من جامعة كاليفورنيا بمدينة سانتا باربرا. انتقل سانت ليفانت بعد ذلك إلى الولايات المتحدة الأمريكية حيث يعيش في الوقت الحالي في مدينة لوس أنجلوس، ويعود من وقت لآخر إلى مدينة عمّان.
وبعد ولادة عبد الحميد بفترة وجيزة انضمت العائلة إلى أجداده من جهة الأب في قطاع غزة حيث بنى والداه فندقاً على شاطئ البحر مكوناً من 22 غرفة في منطقة الرمال استناداً إلى مشروع معماري من تصميم والده أطلق عليه اسم " الديرة ". قضى طفولته هناك بشكل أساسي حيث التحق بالمدرسة الأمريكية الدولية حتى معركة غزة عام 2007 وبعدها انتقل هو وعائلته إلى عمان الأردن. وقد وصف الوقت الذي قضاه في غزة بأنه "أفضل سنوات في حياته ".
ورث عبد الحميد شغفه بالموسيقى من والده وجدته لأمه فدرس البيانو والساكسفون. عندما كان صغيراً كان يتواصل باللغة الفرنسية في المنزل وباللغة الإنجليزية في المدرسة وباللغة العربية في مخيم الوحدات للاجئين الفلسطينيين حيث كان يلعب كرة القدم مع الفريق المحلي بعد المدرسة.
في عام 2018 وفي سن السابعة عشرة انتقل عبد الحميد إلى الولايات المتحدة للحصول على درجة البكالوريوس في العلاقات الدولية في جامعة كاليفورنيا سانتا باربرا والتي تخرج منها في عام 2022.

## مسيرته المهنية والفنية
شارك مروان عبد الحميد في تأسيس شركة جروهوم التي تخصصت في ربط رواد الأعمال الفلسطينيين بالأفراد الذين يمكنهم المساعدة في تمويل مشاريعهم. كان مروان عبد الحميد قد أطلق على نفسه في ذلك الوقت اسم سانت ليفانت وبدأ في كتابة أولى أغانيه باللغة الإنجليزية، والتي حملت عنوان «جيروزالم فريستايلز» وكانت ذات طابعٍ سياسي، أتبعها بكتابة أغنية بعنوان «نيرفانا إن غزة» كانت ذات طابع سياسي أيضًا، كما بدأ سانت ليفانت في نشر العديد من مقاطع الفيديو التي تناقش التاريخ الفلسطيني عبر موقع تيك توك على شبكة الإنترنت. وفي نوفمبر (تشرين الثاني) عام 2022، أصدر سانت ليفانت أغنية راب بعنوان «فيري فيو فريندز»، والتي غناها بمزيج من ثلاثة لغات، واستطاعت أن تحقق 2 مليون مشاهدة على موقع يوتيوب خلال شهر واحد فقط من بثها، وسرعان ما اشتهرت الأغنية على مواقع تيك توك وإنستغرام. كما تعاون مع زين ساجدي بإصدار أغنيتها «بالك»، وفي عام 2023، أصدر سانت ليفانت أول ألبوماته، والذي حمل عنوان «من غزة بالحب». وفي عام 2024 تعاقد سانت ليفانت مع شركة يونيفرسال أراب ميوزك لإصدار ثاني ألبوماته بعنوان «ديرة». غني سانت ليفانت أغنية ديرة، وهي الأغنية الرئيسية التي يحمل الألبوم اسمها، بالاشتراك مع مغني الراب الغزاوي إم سي عبدول، وبلحن مستوحى من الموسيقي الشعبية بالجزائر العاصمة، ويُشير اسم الأغنية «ديرة» إلى اسم الفندق المطل على الشاطئ والمكون من 22 غرفة والذي أسسه والده رشيد عبد الحميد وأداره والداه معا عندما انتقلا إلى غزة في عام 2000، والذي تعرض للتدمير بالكامل بفعل غارة جوية شنتها قوات الجيش الإسرائيلي في عام 2023 خلال الاجتياح الإسرائيلي لقطاع غزة في أعقاب عملية طوفان الأقصى. وقد ذكر سانت ليفانت خلال مقابلة له مع صحيفة عرب نيوز في مقابلة:
لقد نشأت في فندق بُني بعقل والدي المعماري. وبالنسبة لي، كانت تلك أفضل سنوات حياتي. 
ركزت أعمال سانت ليفانت على القضية الفلسطينية بشكل خاص، وقد صرح خلال مقابلة له مع مجلة هاربر بازار الأمريكية: 
كل ما أفعله يركز على القضية الفلسطينية والنضال الفلسطيني، ويضع الكثير من السياقات... جئت إلى أمريكا... و... يعتقد الناس... أن الصراع (هو)... بين هذين المتساويين، والذين فقط يكرهون بعضهم البعض لسبب ما، (إن) الفلسطينيين يكرهون الإسرائيليين. (في الواقع) إنها 80 عامًا من الاحتلال والقمع والتهجير والتطهير العرقي، لذلك أعتقد أنه من المهم جدًا التقدم للأمام دائمًا وأحاول القيام بذلك من خلال الموسيقى أحاول القيام بذلك من خلال أفعالي، وكل ما أفعله. 

## حياة مهنية
قبل أن يتخذ اسم سانت ليفانت (جناس بين " إيف سان لوران " و" ليفانت ") كتب عبد الحميد "القدس الحرة" و"نيرفانا في غزة" وكلاهما ناقشا قضايا سياسية. وفي نفس الوقت تقريبًا بدأ عبد الحميد في نشر مقاطع فيديو على تيك توك يناقش فيها التاريخ الفلسطيني بالإضافة إلى التعليق على الذكورة السامة في الثقافة العربية.
في نوفمبر 2022 أصدر سانت ليفانت أغنيته الراب ثلاثية اللغات "عدد قليل جدًا من الأصدقاء" والتي بثت على يوتيوب بحوالي 2 مليون مشاهدة في شهر واحد. سرعان ما أصبحت الأغنية شائعة على تيك توك و انستغرام وكذلك على سبوتيفي حيث بلغت ذروتها في المرتبة الأولى في تسعة عشر دولة والرقم 2 في الولايات المتحدة ووصلت إلى المرتبة 2 على مخطط جلوبال فيرال 50.
في مايو 2023 اختير سانت ليفانت كأول سفير للعطور لدى ديور في الشرق الأوسط. وفي العام نفسه أصدر إيه بيه من غزة مع الحب. اختير ضمن "رجال العام 2023" من قبل مجلة جي كيو الشرق الأوسط. في عام 2024 وقع عقدًا مع شركة الموسيقى العربية العالمية (يو أيه أم) وأصدر مع ام سي عبدول أغنية "ديرة" وهي أغنية على طراز الموسيقى الشعبية الجزائرية مخصصة لفندق والده في غزة والذي دمر في قصف إسرائيلي في يناير 2024 أثناء حرب إسرائيل على غزة ظهرت الأغنية كأغنية رئيسية في ألبومه الأول ديرة والذي يحتوي على دويتو مع فنانين آخرين مثل الشاب بلال والكحلاني. قدم القديس ليفانت عرضًا في مهرجان كوتشيلا 2024 مستخدمًا أدائه لإثارة الوعي بشأن الحرب المستمرة في غزة. في الثاني والعشرين من شهر مايو التالي، كان جزءًا من تشكيلة حفل موسيقي خيري لصالح فلسطين في زينيث باريس والذي خصصت عائداته للمساعدات الطبية للفلسطينيين.
في 14 فبراير 2025 بمناسبة عيد القديس فالنتاين أصدرت سانت ليفانت إيه بيه رسائل حب / رسائل حب مقسمة بين "الجانب أ" ( رسائل حب من المشرق ) و"الجانب ب" ( رسائل حب من مروان, رسائل حب من مروان) ويضم ثلاثة مسارات غير منشورة من أصل ستة. بعد ثلاثة أيام ظهر إلى جانب لورديس ليون في فيديو ترويجي لمطعم أوماكاسي الجديد التابع لإيف سان لوران وبيتر بارك سوشي بارك باريس.

## الفن والنشاط
في وقت مبكر من حياته المهنية شارك عبد الحميد في تأسيس تنموالصفحة الرئيسية التي تربط رواد الأعمال الفلسطينيين بالأفراد الذين يمكنهم المساعدة في تمويل مشاريعهم. في أوائل عام 2022 بدأ جنبًا إلى جنب مع ستيفاني مخيبر زمالة 2048 مشروع يقدم الدعم المالي والتوجيه للمبدعين الفلسطينيين اسمه الذي غيره إلى "مؤسسة 2048" في عام 2024 يشير إلى الذكرى المئوية للنكبة. يتحدث القديس ليفانت بصراحة عن النضال في فلسطين حيث يقول لمجلة هاربر بازار :
كل ما أفعله يركز على إسرائيل ويستند إلى القضية الفلسطينية والنضال الفلسطيني وأضع الكثير من السياقات لأنني أتيت إلى أمريكا يا رجل وأدركت أن الكثير من الناس يعتقدون [من] صراع بين طرفين متساويين يكرهان بعضهما البعض لسبب ما وأن الفلسطينيين يكرهون الإسرائيليين. وما لا يفهمه الناس هو أن الأمر يتعلق بثمانين عامًا من الاحتلال والقمع والتهجير والتطهير العرقي لذا أعتقد أنه من المهم جدًا دفع هذا الأمر إلى الأمام دائمًا وأحاول القيام بذلك من خلال الموسيقى أحاول القيام بذلك من خلال أفعالي وكل ما أفعله.
في أعقاب اندلاع حرب غزة صرح القديس ليفانت أن الشعور بـ "ذنب الناجي" ساهم في تشكيل إنتاجه الفني. وهو يعرّف نفسه بأنه نسوي.
في فبراير 2025 انتقدت الجماعات ووسائل الإعلام المؤيدة لإسرائيل تعاون إيف سان لوران مع عبد الحميد باعتباره شراكة مع "معادٍ للسامية" (بسبب "تصريحات معادية لليهود" تضمنت دعمًا للهجمات ضد مشجعي مكابي تل أبيب في نوفمبر 2024 ) ودعت إلى مقاطعة العلامة التجارية.
يدعي سانت ليفانت أنه يستلهم أعماله من فنانين مثل ويكلف جانالشاب خالد وفيروز ومروان موسى وليني كرافيتز ومايكل جاكسون وستروماي وتيمبالاند وإيمينيم وميكا.

## الحياة الشخصيةد
عبد الحميد مسلم . ويعيش في لوس أنجلوس مع أنه يعود بانتظام إلى عمّان. منذ عام 2023 كان على علاقة مع المغنية الفرنسية الهايتية نايكا.

## المهرجانات
شارك في العديد من المهرجانات العربية والعالمية، ففي أبريل (نيسان) عام 2024 شارك بالغناء في مهرجان كوتشيلا بالولايات المتحدة الأمريكية، حيث استخدم أدائه للتوعية بالحرب المستمرة الدائرة في غزة. وفي يونيو (حزيران) عام 2024، شارك سانت ليفانت بالغناء في فعاليات الدورة الخامسة والعشرين لمهرجان كناوة الذي أقيم بمدينة الصويرة في المغرب.

## أعماله

### الألبومات
| سنة الإصدار | اسم الألبوم  |
| ----------- | ------------ |
| 2023        | من غزة بالحب |

### الأغاني المنفردة
| سنة الإصدار | اسم الأغنية                     |
| ----------- | ------------------------------- |
| 2020        | القدس حرة                       |
| 2020        | السكينة في غزة                  |
| 2021        | 7أجير                           |
| 2021        | حيفا في تسلا                    |
| 2021        | وردة الصحراء                    |
| 2021        | صحراوي                          |
| 2021        | ألف ليلة وليلة                  |
| 2022        | ناصر                            |
| 2022        | الطيور الحبيسة تغني             |
| 2022        | مانديلا                         |
| 2022        | رأس برأس                        |
| 2022        | على البحر                       |
| 2022        | مرة أخرى / حبيبتي               |
| 2022        | أخطاء                           |
| 2022        | هنا وهناك                       |
| 2022        | عدد قليل جدًا من الأصدقاء        |
| 2022        | أعتقد                           |
| 2023        | فيس تايم                        |
| 2023        | الأظافر                         |
| 2024        | ديرة (بالاشتراك مع إم سي عبدول) |
| 2024        | الخامسة صباحًا في باريس          |
| 2024        | قلبي ماني ناسي                  |

## ديسكوغرافيا

### الألبومات
| عنوان | تفاصيل الألبوم                                                                                      | مواقع الذروة في الرسم البياني | مواقع الذروة في الرسم البياني | مواقع الذروة في الرسم البياني |
| عنوان | تفاصيل الألبوم                                                                                      | بيل (واشنطن)                  | فرنسا                         | سويس                          |
| ----- | --------------------------------------------------------------------------------------------------- | ----------------------------- | ----------------------------- | ----------------------------- |
| ديرة  | - تاريخ الإصدار: 7 يونيو 2024 - العلامة: سالكسكو، يو أيه أم ‏ - الصيغ: تنزيل رقمي ، بث مباشر ، فينيل | 131                           | 84                            | 35                            |

### أسطوانات مطولة
| عنوان               | تفاصيل EP                                                                                    |
| ------------------- | -------------------------------------------------------------------------------------------- |

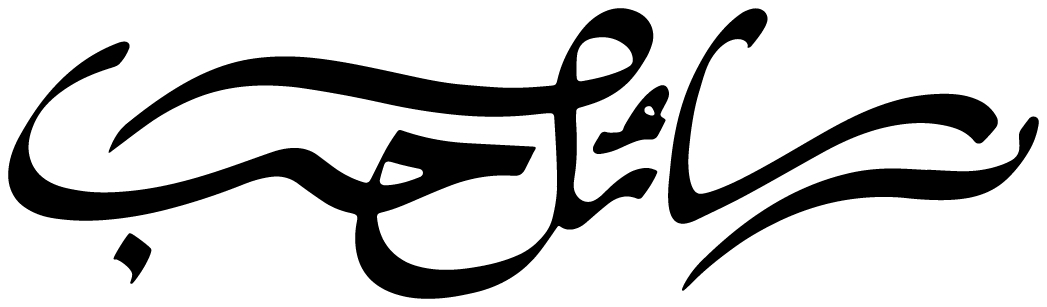
عمل فني لشعار ترويجي لرسائل الحب /

| من غزة مع الحب      | - تاريخ الإصدار: 6 مارس 2023 - العلامة: 2048 - الصيغ: التنزيل الرقمي، البث المباشر           |
| رسائل حب / رسائل حب | - تاريخ الإصدار: 14 فبراير 2025 - العلامة: SALXCO، UAM - الصيغ: التنزيل الرقمي، البث المباشر |

### أغاني فردية
قائمة الأغاني كفنان رئيسي، مع مواقع المخططات المختارة، مع عرض سنة الإصدار واسم الألبوم
| rowspan="18" قالب:Non-album singles| قالب:Non-album single| قالب:Non-album single
| عنوان                                                                                                  | السنة | المواقف القصوى في الرسم البياني | الألبوم أو البطاقة البيانية |
| عنوان                                                                                                  | السنة | الخطوط الجوية اللبنانية         | الألبوم أو البطاقة البيانية |
| --- | ----- | ------------------------------- | --------------------------- |
| "القدس في نمط حر"                                                                                      | 2020  | -أجل                            |                             |
| "نيرفانا في غزة"                                                                                       | 2020  | -أجل                            |                             |
| "7اجير"                                                                                                | 2021  | -أجل                            |                             |
| "سياح"                                                                                                 | 2021  | -أجل                            |                             |
| "هايفا في سيارة تيسلا"                                                                                 | 2021  | -أجل                            |                             |
| "الوردة الصحراء" (بضمّة بايو) (يضم بايو)                                                                | 2021  | -أجل                            |                             |
| "سحراوي"                                                                                               | 2021  | -أجل                            |                             |
| "1001 ليلة"                                                                                            | 2021  | -أجل                            |                             |
| "جون كارلو فري ستايل" (بضم جون كارلو) (يضم جون كارلو)                                                  | 2022  | -أجل                            |                             |
| "ناسر"                                                                                                 | 2022  | -أجل                            |                             |
| "الطيور المحتجزة تغني"                                                                                 | 2022  | -أجل                            |                             |
| "مانديلا"                                                                                              | 2022  | -أجل                            |                             |
| "Tête à Tête / عين إلى عين"                                                                            | 2022  | -أجل                            |                             |
| "في البحر"                                                                                             | 2022  | -أجل                            |                             |
| "مرة أخرى"                                                                                             | 2022  | -أجل                            |                             |
| "-حبيبتي"                                                                                              | 2022  | -أجل                            |                             |
| "خطأ"                                                                                                  | 2022  | -أجل                            |                             |
| "هنا وهناك" (بضم (بايو) (يضم بايو)                                                                     | 2022  | -أجل                            |                             |
| "قليل من الأصدقاء"                                                                                     | 2022  | -أجل                            | من غزة مع الحب              |
| "أظن" (مع ساحة اللعب) (يضم بلاي يارد)                                                                  | 2022  | -أجل                            |                             |
| "الوجوه"                                                                                               | 2023  | -أجل                            | من غزة مع الحب              |
| "الأظافر"                                                                                              | 2023  | -أجل                            |                             |
| "ديرا" (بضم أم سي عبد) (يضم أم سي عبدول)                                                               | 2024  | 1                               | ديرا                        |
| "فصباح الخامس في باريس"                                                                                | 2024  | -أجل                            | ديرا                        |
| "غالبي"                                                                                                | 2024  | 2                               | ديرا                        |
| "دالونا / دلعونة" (بضم 47 الروح، شادي البوريني و قاسم النجار) (يضم 47Soul وشادي البوريني وقاسم النجار) | 2024  | -أجل                            | رسائل الحب                  |
| "وزيرة وزيرة"                                                                                          | 2025  | 18                              | رسائل الحب                  |
| "في المنفى / معاكي"                                                                                    | 2025  | -أجل                            | رسائل الحب                  |
| " - " يشير إلى تسجيل لم يتم رسم الرسوم المذكورة أو لم يتم إصداره في تلك المنطقة.                       |       |                                 |                             |

### أغاني أخرى مصنفة
| عنوان                                                                         | سنة  | مواقع الذروة في الرسم البياني | مواقع الذروة في الرسم البياني | مواقع الذروة في الرسم البياني    | مواقع الذروة في الرسم البياني | الألبوم أو إيه بيه |
| عنوان                                                                         | سنة  | مصر                           | الخطوط الجوية اللبنانية       | منطقة الشرق الأوسط وشمال أفريقيا | الإمارات العربية المتحدة      | الألبوم أو إيه بيه |
| ----------------------------------------------------------------------------- | ---- | ----------------------------- | ----------------------------- | -------------------------------- | ----------------------------- | ------------------ |
| "الله يرحمك" (يضم كيهلاني)                                                    | 2024 | —                             | 1                             | —                                | —                             | ديرة               |
| "كالمنتينا / كلمنتينا "                                                       | 2025 | 6                             | 6                             | 3                                | 19                            | رسائل الحب         |
| "ديفا / بنت الذهبية "                                                         | 2025 | —                             | 13                            | —                                | —                             | رسائل الحب         |
| يشير "—" إلى تسجيل لم يتم إدراجه في المخططات أو لم يتم إصداره في تلك المنطقة. |      |                               |                               |                                  |                               |                    |

قائمة بالأغاني الأخرى المصنفة كفنان رئيسي، مع مواقع مختارة في المخططات مع عرض سنة الإصدار واسم الألبوم

## كفنان مميز
- "بالك" ( زين و قديس المشرق؛ 2022)
- "سيئة" (زينة feat. Saint Levant؛ 2023)
- "ساك باسي" ( مايكل برون وسان ليفانت ولولو زواي ؛ 2023)

## الروابط خارجية
- الموقع الرسمي
- سانت ليفانت على إنستغرام
- سانت ليفانت على TikTok